# 贾哈兹普尔
贾哈兹普尔（Jahazpur），是印度拉贾斯坦邦Bhilwara县的一个城镇。总人口18816（2001年）。

## 人口
该地2001年总人口18816人，其中男性9687人，女性9129人；0—6岁人口2979人，其中男1593人，女1386人；识字率58.98%，其中男性为72.47%，女性为44.66%。